# Montereau (Loiret)
Montereau is een gemeente in het Franse departement Loiret (regio Centre-Val de Loire) en telt 609 inwoners (2004). De plaats maakt deel uit van het arrondissement Montargis.

## Geografie
De oppervlakte van Montereau bedraagt 50,3 km², de bevolkingsdichtheid is 12,1 inwoners per km².
De onderstaande kaart toont de ligging van Montereau (Loiret) met de belangrijkste infrastructuur en aangrenzende gemeenten.

## Demografie
Onderstaande figuur toont het verloop van het inwonertal (bron: INSEE-tellingen).

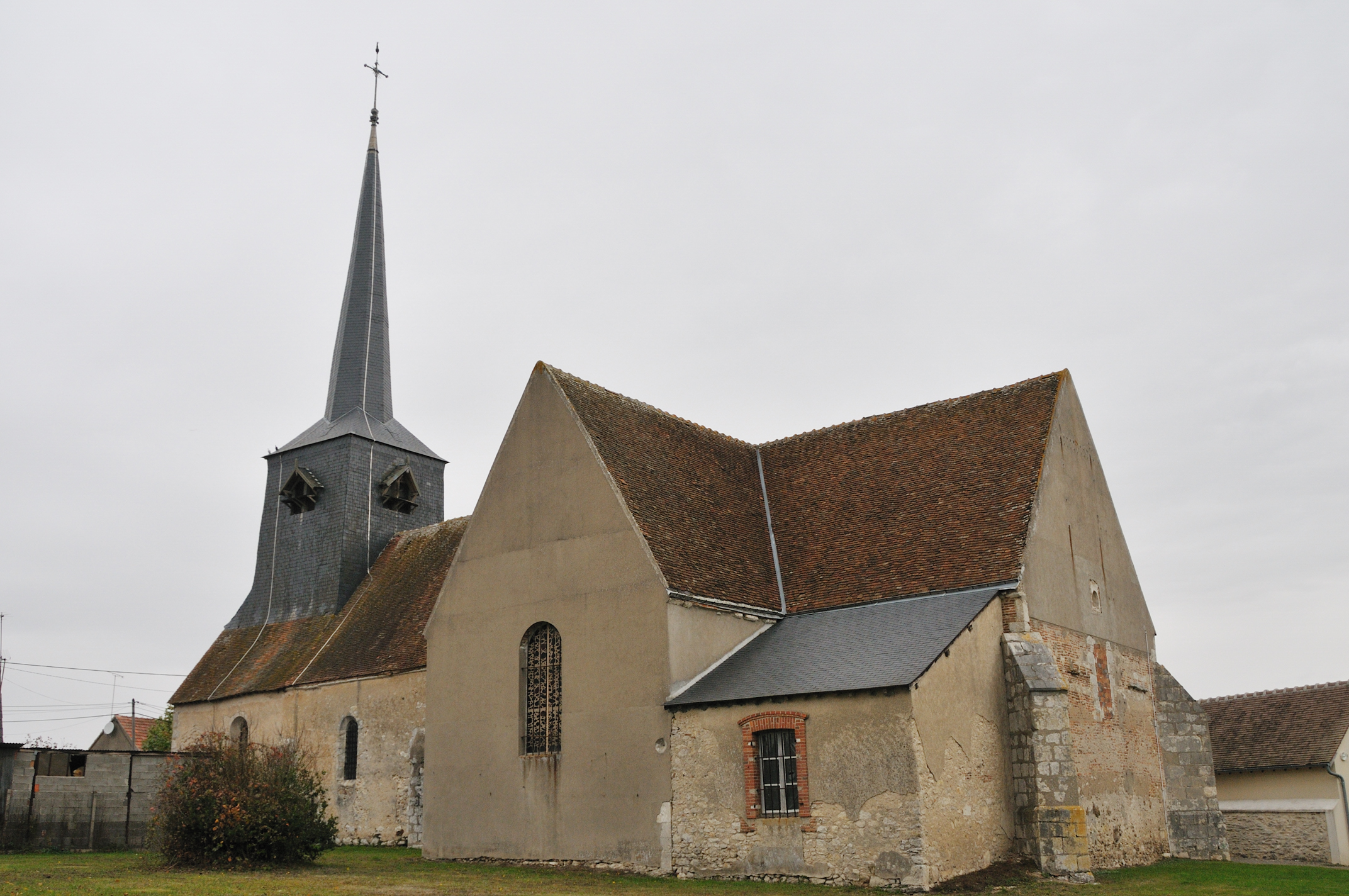
Kerk

## Geboren
- Jordan Ikoko (1994), voetballer